# MATIF
 (mars 2018).
Si vous disposez d'ouvrages ou d'articles de référence ou si vous connaissez des sites web de qualité traitant du thème abordé ici, merci de compléter l'article en donnant les références utiles à sa vérifiabilité et en les liant à la section « Notes et références ».
Le Marché à terme international de France (MATIF) est un mécanisme qui existe sur plusieurs places financières du monde. Ce type de marché travaille sur les transactions concernant les actifs monétaires ou financiers — bons du Trésor, obligations, devise étrangère, etc. — et réalise le même type de services que les bourses de commerce sur les matières premières (café, sucre, blé, soja, etc.) — pour permettre aux détenteurs d'actifs de minimiser les risques que leur font courir les variations de taux d'intérêt et de taux de change.
Le MATIF a été ouvert à Paris le 15 février 1986, avec Gérard de La Martinière comme président. Son rapprochement avec le marché à terme des marchandises en juillet 1988, a donné naissance au Marché à terme international de France. Puis il a été fusionné dans Paris Bourse SBF SA en 1999, société elle-même intégrée aujourd'hui dans la plate-forme paneuropéenne Euronext des marchés dérivés cotés à Paris. Aujourd'hui le MATIF est géré par Euronext Paris SA qui en assure l'organisation et le bon fonctionnement.
Historiquement, les principaux Contrats traités sur le Matif sont : à long terme, le Notionnel puis l'Euro-Notionnel, l'Ecu (avant l'Euro) ; à court terme le Pibor puis Euribor, enfin sur l'indice boursier le Contrat CAC40 Futur.
Les pits de négociation (appelés par la suite Eurofloor) à la criée de 1986 au 29 mai 1998 étaient situés au Palais Brongniart successivement dans 2 salles situées au 3éme étage, Matif I (Notionnel) et Matif II (Pibor), sur le parquet Matif III (CAC40) à l'ancien emplacement du groupe de cotation des valeurs étrangères puis enfin à partir de 1994 Matif IV regroupant tous les contrats (hormis le CAC40) dans une salle au sous-sol qui est devenue aujourd'hui l'auditorium. Une vidéo montre la dernière journée de criée du Pit CAC40 le 7 avril 1998 sur le parquet du Palais Brongniart
La négociation à la criée se faisait par un système codé et précis de signes décrit dans une formation en ligne, une certification faite par Matif SA existait validant les compétences des différents intervenants, Boxman, Flashers, Négociateurs ...

## Principes de base du Contrat Notionnel
Tout emprunteur d'un actif ou d'un passif financier à taux fixe, court un risque. Dans la pratique, ceux qui sont les plus intéressés à se couvrir des risques sont les banques, les compagnies d'assurances, les investisseurs institutionnels, les grandes entreprises industrielles et commerciales, car non seulement ils sont susceptibles d'émettre ou d'acheter sur le marché de grandes quantités d'obligations mais il leur faut aussi gérer d'importants montants de liquidités à court, moyen et long terme.

### Relation entre le taux et la valeur
Tout emprunt est une source de risque, à la fois pour son émetteur — celui qui prête — et pour son souscripteur— celui qui emprunte — en raison de la variation des taux d'intérêt qui peuvent intervenir sur la période de l'emprunt.
Si les taux d'intérêt baissent, le souscripteur estime qu'il aurait pu se procurer le même montant à un taux d'intérêt moindre et donc qu'il perd de l'argent pour avoir emprunté à un taux supérieur : par exemple, une société émet un emprunt de 100 millions d'euros à taux fixe de 6 % sur 10 ans avec remboursement in fine, mais un an après, le taux sur le marché obligataire n'est plus que de 5,75 %. Cet écart de 0,25 % représente en absolu une somme non négligeable (250 000 euros par an dans notre exemple, soit 2,25 millions d'euros pour toute la vie du prêt).
C'est encore plus grave pour une banque, qui grâce aux emprunts qu'elle émet — ressource longue —, finance les crédits qu'elle accorde sous forme de crédits courts ou à taux variable. Pour elle, une baisse des taux signifie une diminution des produits des emplois alors que le coût de sa ressource financière est constant. Ce phénomène entraîne donc un déséquilibre de son bilan.
L'émetteur, lui vit les risques inverses par rapport au souscripteur, si les taux d'intérêt montent au-delà du taux d'intérêt auquel il a émis, il peut estimer qu'il aurait pu prêter ses capitaux à un taux supérieur et donc qu'il perd de l'argent, et c'est d'autant plus grave que son capital risque de perdre de la valeur.
Par exemple, un émetteur a émis une obligation d'une valeur de 1 000 euros à 5,5 %, remboursable in fine dans 10 ans, lui garantissant donc un revenu de 55 euros par an, or si le taux constaté sur le marché monte à 6 %, celui-ci estime qu'il pourrait avoir 60 euros d'intérêt et donc personne n'acceptera de lui souscrire à cet emprunt obligataire 1 000 euros qui ne rapporte que 55 euros alors que pour le même prix on peut en avoir une qui rapporte 5 euros de plus. Le prix de l'obligation sur le marché va donc s'adapter au taux d'intérêt en cours — dans notre exemple, le prix théorique de l'obligation devrait donc se situer autour de 916,666 euros — soit 55 / 916,666 = 6 % de rendement —, faisant perdre au souscripteur initial une partie de son capital.
Note: En fait le problème est un petit peu plus compliqué, car le marché doit prendre en compte la plus-value ainsi réalisée par le nouvel acquéreur de l'obligation, puisqu'à terme le remboursement sera fait sur le capital nominatif — 1 000 euros dans notre exemple. Cette plus-value va être intégrée dans le prix de l'obligation par un calcul d'actuaire, exprimé de la manière suivante : quel est le montant qui, placé à intérêts capitalisés à taux (t) pendant la durée (d) restant à courir avant le terme, va donner à terme un montant (m). Cette plus-value annuelle rapportée à la valeur du titre va être exprimée par un surplus d'intérêt. Ce surplus d'intérêt sera donc égal au montant (m) rapporté à la valeur du titre. Dans notre exemple un montant de 1 000 euros à intérêts capitalisés à 6 % sur dix ans donnera 28,25 euros, soit 1,60 euro par an le prix de l'obligation sera donc de 916,666 + 1,60 = 918,266 euros, le surplus d'intérêt est donc de 1,60 / 916,666 = 0,1745 %.

### Horizon d'investissement
L'horizon d'investissement peut générer, selon l'engagement, du risque de deux manières :
La position courte
soit une compagnie d'assurance qui propose à ses clients un contrat de capitalisation, à un rendement déterminé — par exemple 5,5 % — au terme d'une longue période — par exemple 15 ans. Au moment des versements, la compagnie va placer les montants récoltés à des taux censés lui rapporter plus que ce qu'elle s'est engagée à verser à terme — par exemple, elle souscrit des obligations au taux de 6 % sur 7 ans. Comme la durée de ses placements est inférieure à celle de ses engagements, on dit que la compagnie a une position courte et le risque couru est celui d'une baisse des taux, — si à l'échéance des sept ans, les nouveaux placements qu'elle va devoir effectuer ont des taux d'intérêt encore moins élevés que ce qu'elle garantit — par exemple 5 % — la compagnie aura des difficultés à tenir ses engagements.
La position longue
soit une banque qui propose une Sicav obligataire, dont les fonds sont susceptibles d'être retirés selon la volonté de la clientèle. Les fonds recueillis par la SICAV sont placés en obligations qui par définition vont avoir une durée de vie supérieure à celle des fonds confiés, il s'agit donc d'une position longue. Le risque est alors une hausse des taux qui amène à une perte de capital comme cela est expliqué dans le paragraphe sur la relation entre le taux et la valeur, et en cas de forts retraits de la clientèle, la SICAV devra vendre en Bourse une partie du portefeuille et comptabiliser la moins-value en capital.